# CPM 22
CPM 22 ist eine brasilianische Punk-Band aus Barueri, im Großraum São Paulo.

## Geschichte
Die Band wurde 1995 gegründet. Nach Aussage des ehemaligen Bassisten Wally war der Name die Abkürzung eines Bandmottos, Crucificados e Podres hasta la muerte (dt.: Gekreuzigt und verfault bis zum Tod; Crucificados e Podres ist Portugiesisch, hasta la muerte ist Spanisch), und die Zahl 22 zufällig gewählt. Die Band nennt jedoch ihre erste Kontaktadresse mit dem Postfach 1022 als Herleitung ihres Bandnamens (port: Caixa Postal Mil-Vinte-e-dois).
Nach ersten Veröffentlichungen auf Independent-Labeln erschien 2001 das nach der Band benannte Album auf dem Arsenal-Label, einem Abril-Label. Ihre Bekanntheit nahm in der Folge beträchtlich zu. Das folgende Album (Chegou a Hora de Recomeçar, dt.: Die Stunde des Wiederanfangs ist gekommen) brachte der Band den kommerziellen Durchbruch und erreichte Gold-Status, ebenso die erste DVD der Band im gleichen Jahr. Auch das folgende Felicidade Instantânea (dt. etwa: Instant-Glück) erreichte Gold, ebenso die CD-Veröffentlichung ihres Konzertes für das brasilianische MTV-Fernsehen.
2008 gewann die Band einen Latin Grammy Award.
Trotz ihres Erfolges sieht die Band sich weiterhin als Punkband, mit gesellschaftskritischen Texten und weiter gepflegtem Bezug zum Underground. So gibt die Band Szenemedien Interviews, und Mitglieder werden als Gäste bei Szenebands eingeladen, etwa Sänger Badauí bei der portugiesischen Band Fitacola 2010.

## Diskografie

### Alben
- 2000: A Alguns Quilômetros de Lugar Nenhum
- 2001: CPM 22
- 2002: Chegou a Hora de Recomeçar (BR: Gold)[5]
- 2005: Felicidade Instantânea (BR: Gold)
- 2006: MTV ao Vivo (Live, BR: Gold)
- 2007: Cidade Cinza
- 2011: Depois de um Longo Inverno

### Singles
- 2005: Irreversível (BR: Gold)

### Videoalben
- 2003: CPM 22: O Vídeo 1995/2003 (DVD, BR: Gold)
- 2005: Felicidade Instantânea (DVD)
- 2006: MTV ao Vivo (DVD)